# Dot Peak
Der Dot Peak ist ein kleiner und 1460 m hoher Berggipfel in der antarktischen Ross Dependency. Auf der Ostseite der Brown Hills in den Cook Mountains ragt er als höchste Erhebung des Cooper-Nunatak auf.
Teilnehmer einer von 1962 bis 1963 dauernden Kampagne im Rahmen der neuseeländischen Victoria University’s Antarctic Expeditions benannten ihn deskriptiv nach seiner geringen Größe.